# W89

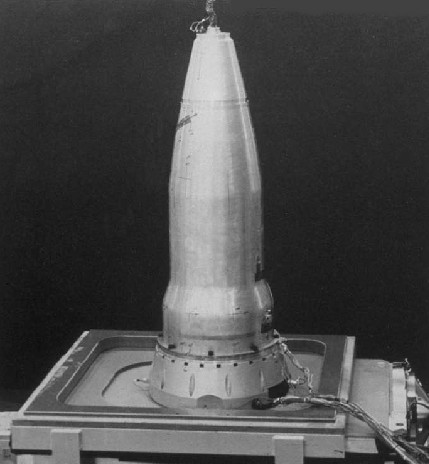
Photo d'une ogive W89

La W89 était une ogive thermonucléaire américaine prévue pour être embarquée à bord du AGM-131 SRAM II, un missile air-sol et du missile de lutte anti-sous-marine UUM-125 Sea Lance.

## Historique
Le programme de développement de cette ogive a été accordé au Laboratoire national de Lawrence Livermore (LLNL) au milieu des années 1980. Le programme est entré dans la phase 2A (spécifications techniques et étude de coût) en novembre 1986. Il est entré en phase 3 (développement au niveau ingénierie) en janvier 1988. À ce moment, l'ogive est officiellement dénommée W89. Avec sa puissance de 200 kt, elle devait permettre de détruire un sous-marin à 10 km à la ronde.
Son programme a été arrêté en septembre 1991 à la suite de l'annulation du programme de fabrication des missiles SRAM II. Par contre, certains prototypes avaient déjà été testés.

## Description
Les ingénieurs à l'emploi du LLNL aurait affirmé que la Reliable Replacement Warhead (RRW) (que l'on peut traduire par « ogive de substitution fiable ») qu'ils développaient était basée sur les mêmes principes que ceux de la W89. Le 2 mars 2007, la National Nuclear Security Administration (NNSA) a annoncé que la RRW irait en fabrication.
Une des raisons invoquées pour retenir la RRW proposée par le LLNL est que ses principes sont empruntés d'armes nucléaires à usage souterrain qui ont été, selon Thomas P. D'Agostino, directeur par intérim du NNSA, testées dans les années 1980, mais jamais entrées en service.
La W89 a été proposée comme substitut à la W88 à partir de 1991,. La W89 était conçue de façon à inclure un explosif à fort pouvoir détonant insensible aux chocs et au feu, un cœur résistant au feu et différents systèmes de sécurité prévenant une détonation spontanée. 
Le cœur en plutonium de cette ogive serait dérivé du cœur des W68, en surnombre à cette époque.
Ces cœurs recyclés étaient recouverts de vanadium pour augmenter leur résistance au feu. 
La W89 avait un diamètre de 13,3 pouces et un longueur de 40,8 pouces, le tout pesant 324 livres (147 kg).
La W89 avait une puissance explosive de 200 kilotonnes.
Elle a été testée dans les années 1980.